# Hexaphilia scoresbyi
Hexaphilia scoresbyi is een hydroïdpoliep uit de familie Olindiasidae. De poliep komt uit het geslacht Hexaphilia. Hexaphilia scoresbyi werd in 2003 voor het eerst wetenschappelijk beschreven door Gershwin & Zeidler. 